# Per Norin
Per Norin, född 22 september 1863 i Hassela socken, död 29 juni 1941 i Bergsjö församling, var en svensk hemmansägare och riksdagsman.
Norin var hemmansägare i Norråsen i Bergsjö församling. Han var ledamot av riksdagens andra kammare 1912-1919 för Hälsinglands norra valkrets och tillhörde första kammaren 1919-1928 för Gävleborgs läns valkrets. Han var landstingsman i Gävleborgs län 1910-1934 och ledamot av Bergsjö kommunfullmäktige.